# 愛と追憶の日々
『愛と追憶の日々』（Terms of Endearment）は、1983年公開のアメリカ映画。ラリー・マクマートリーの同名小説を原作としてジェームズ・L・ブルックスが監督、製作、脚色を担当したドラマ。
第56回アカデミー賞の作品賞など5部門、ならびに第41回ゴールデングローブ賞 ドラマ部門作品賞など受賞作品。
1996年の『夕べの星』はエマの遺児たちとオーロラの後日談を描いた続編。

## ストーリー
オーロラとエマはちょっと変わった親子だ。母オーロラは、エマの結婚相手である大学教師のフラップに不満を持ち、祝福の言葉を言わない。罵り合いながらも深いところで愛し合うこの親子も、エマが嫁いだのを機に、離れて暮らすことになる。エマとフラップはダブル不倫、未亡人オーロラは隣の元宇宙飛行士ギャレットと束の間の恋。しかしある日エマに深刻な事態が…。

## キャスト
※括弧内は日本語吹替（ソフト未収録）
- オーロラ・グリーンウェイ - シャーリー・マクレーン（新橋耐子）
- エマ・グリーンウェイ - デブラ・ウィンガー（藤田淑子）
- ギャレット・ブリードラヴ - ジャック・ニコルソン（樋浦勉）
- サム・バーンズ - ジョン・リスゴー（阪脩）
- フラップ・ホートン - ジェフ・ダニエルズ（柴田侊彦）
- ヴァーノン・ダラート - ダニー・デヴィート（藤本譲）
- パッツィ・クラーク - リサ・ハート・キャロル（榊原良子）
- ロージー・ダンロップ - ベティ・R・キング（藤夏子）
- ジャニス - ケイト・チャールソン（吉田理保子）
- オーロラの夫 - A・ブルックス（声のみ）（千田光男）
  - その他の声の吹き替え - 加藤正之、矢田稔、鈴木一輝、渕崎ゆり子、千々松幸子、小宮和枝、梨羽侑里、高木早苗、小野健一
  - 日本語版制作スタッフ - 吹替演出：山田悦司、吹替翻訳：森みさ、吹替調整：切金潤、吹替効果：遠藤堯雄／ 桜井俊哉、吹替選曲： 東上別符精、吹替制作：東北新社
- 吹き替え初回放映 - 1986年10月24日 日本テレビ 『金曜ロードショー』

## スタッフ
- 監督/製作/脚色：ジェームズ・L・ブルックス
- 原作：ラリー・マクマートリー
- 製作：ペニー・フィンケルマン、マーティン・ジュロー
- 撮影：アンジェイ・バートコウィアク
- 編集：リチャード・マークス
- 音楽：マイケル・ゴア
- 美術：ポリー・プラット、ハロルド・マイケルソン
- 特殊メイク：ベン・ナイ・ジュニア
- 日本語字幕翻訳:戸田奈津子

## 受賞・ノミネート
- 第56回アカデミー賞
  - 受賞:作品賞/監督賞/脚色賞/主演女優賞（シャーリー・マクレーン）/助演男優賞（ジャック・ニコルソン）
  - ノミネート:主演女優賞（デブラ・ウィンガー）/助演男優賞（ジョン・リズゴー）/作曲賞/美術監督・装置賞/音響賞/編集賞
- 第41回ゴールデングローブ賞
  - 受賞:ドラマ部門作品賞/脚本賞/ドラマ部門主演女優賞（シャーリー・マクレーン）/助演男優賞（ジャック・ニコルソン）
  - ノミネート:監督賞/ドラマ部門主演女優賞（デブラ・ウィンガー）
- 第49回ニューヨーク映画批評家協会賞
  - 作品賞/女優賞（シャーリー・マクレーン）/助演男優賞（ジャック・ニコルソン）
- 第9回ロサンゼルス映画批評家協会賞
  - 作品賞/監督賞/脚本賞/主演女優賞（シャーリー・マクレーン）/助演男優賞（ジャック・ニコルソン）
- その他
  - 第18回全米映画批評家協会賞 主演女優賞/助演男優賞
  - 第38回 英国アカデミー賞 主演女優賞 ノミネート
  - 第58回 キネマ旬報ベスト・テン 委員選出外国語映画第4位
  - 第8回日本アカデミー賞 優秀外国語映画賞

## リメイク
2017年3月29日、リー・ダニエルズはオプラ・ウィンフリーを主演に迎えて本作をリメイクする意向を表明した。リメイク版には黒人男性（フラップ）が恋人（エマ）にHIVをうつしてしまうという要素が新たに加えられると言われていたが、2023年10月30日の時点で続報がなく、事実上頓挫したと見られる。